# Gwichʼin Council International
Gwichʼin Council International – ponadnarodowa organizacja pozarządowa rdzennej ludności (ang. Indigenous peoples’ organization; IPO), reprezentująca interesy ludu Gwichʼin mieszkającego w Kanadzie (Jukon, Terytoria Północno-Zachodnie) i Stanach Zjednoczonych (Alaska), utworzona w 1999, jeden z sześciu stałych uczestników (permanent participant) Rady Arktycznej (od 2000). Powstała w wyniku porozumienia trzech organizacji regionalnych: Council of Athabascan Tribal Government (CATG) z Alaski, Vuntut Gwitchin First Nation (VGFN) z Jukonu i Gwichʼin Tribe Council (GTC) z Terytoriów Północno-Zachodnich, których przedstawiciele konstytuują ośmioosobową radę jej dyrektorów (4 członków deleguje CATG, 2 – VGFN, 2 – GTC), pod współprzewodnictwem delegata kanadyjskiego i amerykańskiego. Organizacja jest aktywna w dwóch obszarach działalności Rady Arktycznej – kwestii obecności ludzkiej w Arktyce (w ramach grupy roboczej Sustainable Development Working Group) oraz zagadnień związanych z tamtejszą bioróżnorodnością (w ramach Conservation of Arctic Flora and Fauna), będąc w tych ustaleniach istotnym czynnikiem, pomimo ograniczeń finansowych i w zasobach ludzkich.